# 塞奇·科岑伯格
塞奇·科岑伯格（英語：Sage Kotsenburg，1993年7月27日—），美国男子单板滑雪运动员。他曾代表美国参加2014年冬季奥林匹克运动会单板滑雪比赛，获得男子坡面障碍技巧金牌。